# Rutger Dirk Bleeker
Rutger Dirk (Rudi) Bleeker (Epe, 19 juni 1920 - Apeldoorn, 17 maart 2016) was een Nederlands architect.
Hij vergaarde bekendheid toen hij een zilveren medaille won bij de Prix de Rome van 1950. Hij maakte echter de meeste faam met zijn vernieuwende ontwerpen voor schoolgebouwen. Ook verwerkte hij diverse innovatieve bouwfysische oplossingen in zijn oeuvre.

## Levensloop
Rutger Dirk Bleeker werd in 1920 geboren in Epe en verhuisde op jonge leeftijd naar Nederlands-Indië. Daar begon hij in de jaren dertig in Bandung een opleiding tot civiel ingenieur. Zijn professoren zagen in hem echter meer een architect. Daarom keerde hij in 1939 terug naar Nederland waar hij zijn opleiding Bouwkunde aan de Technische Hogeschool in Delft begon.
Zijn studietijd werd onderbroken door de Tweede Wereldoorlog. Hij heeft toen een tijdje ondergedoken bij Wim Schermerhorn. Gedurende de bevrijding vocht Bleeker in een Canadees Regiment van The Seaforth Highlanders of Canada. Met deze actie kreeg hij het recht naar Canada te emigreren en er op een veteranenstudiebeurs af te studeren.
Dit werd echter verhinderd door Schermerhorn, toen de eerste naoorlogse Nederlandse minister-president, die vond dat Bleeker het vaderland beter van dienst kon zijn bij de wederopbouw: hij stuurde Bleeker naar J.A. Ringers, de voorman van het nationale wederopbouwprogramma. Ringers plaatste Bleeker als assistent onder J.A. Kuiper, die als stedenbouwkundig supervisor bij de wederopbouw van de Gelderse steden Doetinchem, Zelhem en Zutphen betrokken was. Hij werkte als Delftse schoolarchitect aan de reconstructie van deze plaatsen. Bleeker werkte een jaar onder Kuiper voordat hij zijn Delftse studie bouwkunde weer opvatte.
Gedurende de twee naoorlogse studiejaren die volgden was Bleeker student-assistent van Marinus Jan Granpré Molière. Naast zijn studieactiviteiten was hij de eerste voorzitter van het Delfts bouwkundig genootschap Stylos en was hij lid van Semper Spatium.
Na zijn afstuderen in 1948 werkte hij op het bureau van J.F. Berghoef die net als Kuiper in navolging van de ideeën van Granpré Molière werkte. In 1950 won Bleeker de zilveren erepenning in het kader van de Prix de Rome, voor zijn schetsontwerpen van een ontvangst- en congresgebouw voor de Nederlandse regering, waarbij hij zich had laten inspireren door Le Corbusier. Meest opvallend in het ontwerp was de betonnen koepel op de langgerekte congreszaal en de toepassing van pilotis.
Bleeker ging in 1951 opnieuw samenwerken met Kuiper en kwam hij in dienst bij het bureau Verhagen, Kuiper & Gouwetor. Het jaar daarop werd hij dankzij de Prix de Rome geselecteerd voor een bezoek aan de Verenigde Staten om een seminar aan het Massachusetts Institute of Technology. Daar ontmoette hij Gropius, Belluschi en Buckminster Fuller en volgde hij lezingen en lessen over akoestiek. De reis zou inspiratie voor zijn latere werk blijken te zijn.
In 1957 richtte Bleeker zijn eigen bureau op onder de naam R.D. Bleeker. Naast de vele schoolgebouwen ontwierp het bureau de schouwburgen van Den Helder, Doetinchem en Amstelveen en ook grootschalige kantoorgebouwen zoals die van het Europees Octrooibureau in Rijswijk.
Tijdens een lintjesregen in 1978 werd Bleeker bevorderd tot officier in de orde van Oranje-Nassau voor zijn bijdragen aan onderwijs en wetenschappen en volkshuisvesting en ruimtelijke ordening.
In 1985 trok Bleeker zich terug uit het bureau, dat daarna onder de naam Buro Bleeker verder ging. Gehuwd in 1949 (gescheiden 1964) met Helena Wilhelmina Johanna Rasch (1929-2017),. Hij hertrouwde in 1988 met Elisabeth Henriëtte van Hasselt (1927-2014), dochter van B.T.W. van Hasselt. In 2016 overleed Bleeker op 95-jarige leeftijd.

## Stijl en specialisaties

### Stijl
Bleeker was een modern architect waarbij hij echter de bijbehorende strenge, functionalistische esthetiek van zijn tijd niet hanteerde. De discussies tussen het traditionalisme en functionalisme en of baksteen getoond moest worden speelden na de oorlog nauwelijks nog in de architectuurwereld. Er was een zogenaamde shake-hands architectuur in ontwikkeling waarin Bleeker paste: hij gebruikte een vormentaal waarin baksteen met ruw beton werd gecombineerd.
Kenmerkend voor zijn werk is de massiviteit en grofheid in volume en afwerking van zijn gebouwen. Met name zijn ontwerpen van grootschalige gebouwen als het Europees Patentbureau in Rijswijk (inmiddels gesloopt) en de computercentra voor de ABN in Amstelveen en Breda tonen een robuust karakter door het gebruik van kloeke vormen met afgeronde en afgeknotte hoeken, sculpturale gevels van baksteen en van ruw afgewerkte betonelementen met diepliggende ramen.

### Schoolgebouwen
Eind jaren zestig werd de mammoetwet ingevoerd, wat in het onderwijs met veel vernieuwing, schaalvergroting en experimenten ten aanzien van flexibiliteit gepaard ging. Deze veranderingen hadden grote invloed op scholenbouw, waarin Bleeker een belangrijke rol speelde.

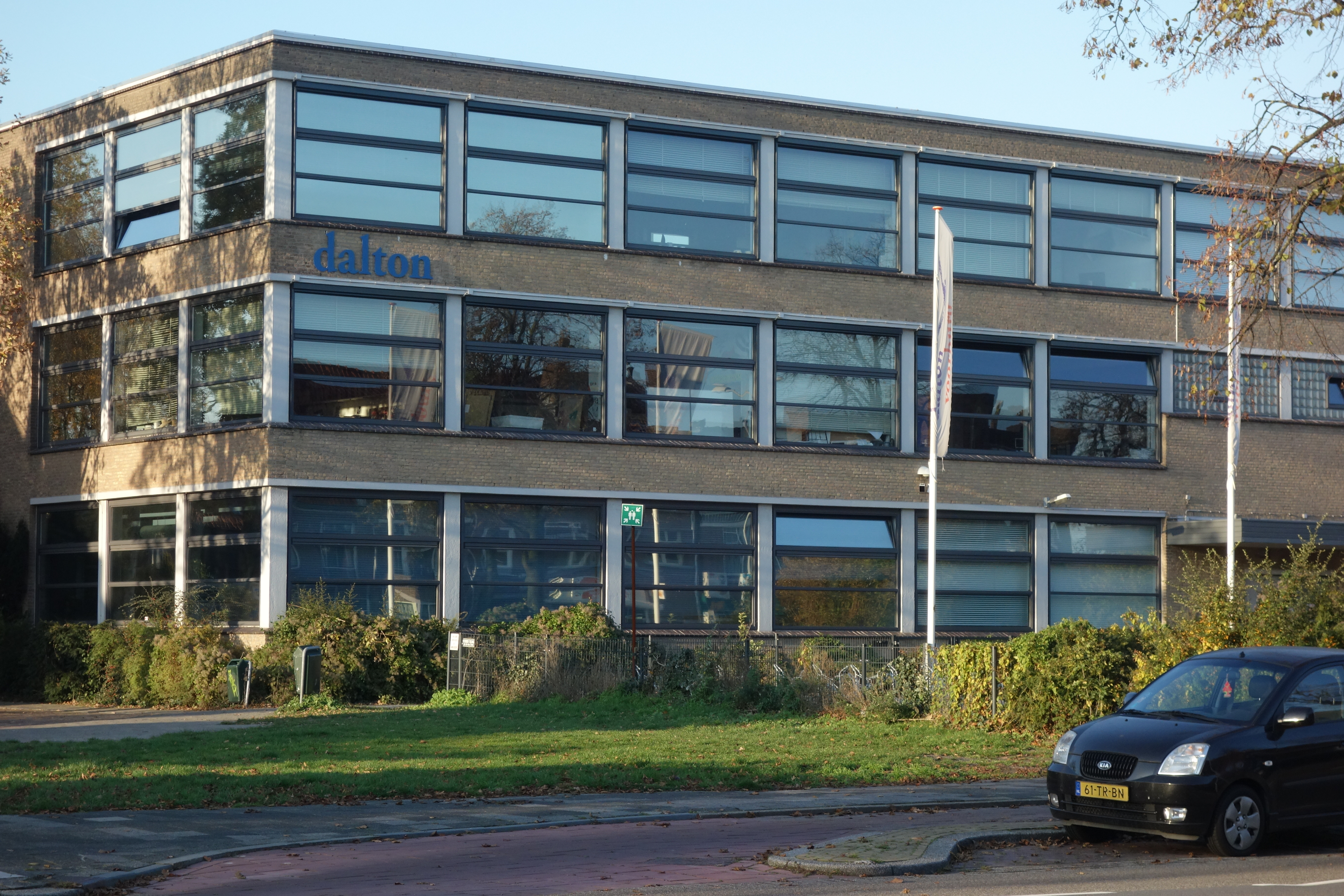
Dalton Lyceum, Voorburg

Zo werd in het door Bleeker ontworpen Voorburgse Dalton Lyceum een televisiecircuit aangelegd en konden lokalen naar behoefte groter of kleiner gemaakt worden. In het ontwerp van het Amstelveense Snelliuslyceum introduceerde Bleeker terrassen die voor openluchtonderwijs gebruikt konden worden met minimale verkeersgeluidoverlast. Het concept van de openluchtschool waren toen niet nieuw meer, maar met de ervaringen van de vooroorlogse versies en nieuwe bouwfysische kennis maakte Bleeker verbeterde ontwerpen.

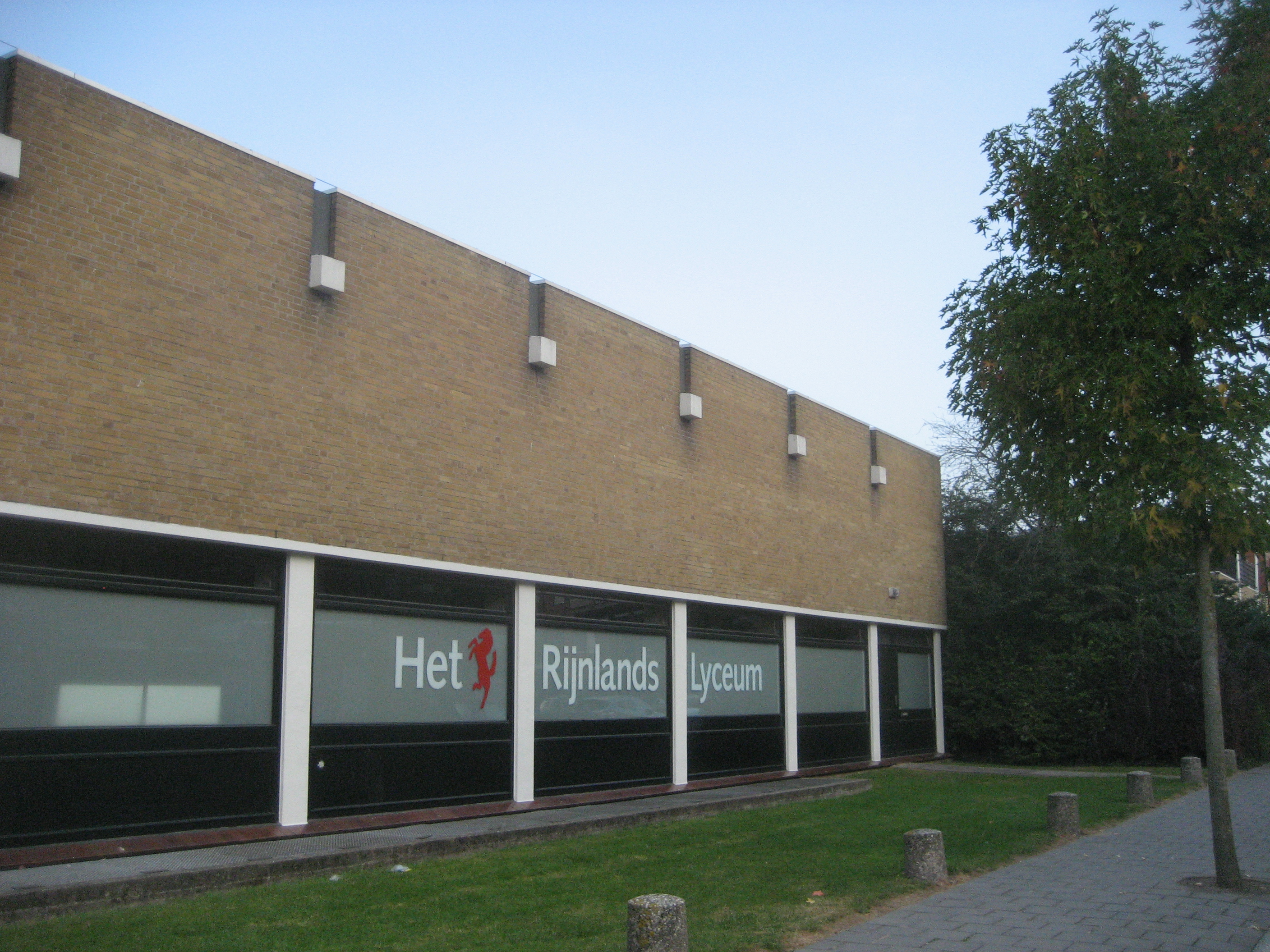
Rijnlands Lyceum, Oegstgeest

Bleeker onderzocht mogelijkheden om schoolgebouwen buiten de lesuren voor andere doeleinden te gebruiken. Zo zouden in kleinere plaatsen 's avonds theatervoorstellingen in de schoolaula kunnen worden gehouden of er konden sportwedstrijden in de gymzaal worden georganiseerd. Het Rhijnlands Lyceum in Oegstgeest bijvoorbeeld werd door Bleeker zo georganiseerd dat een aantal voorzieningen een sociale rol voor de gehele wijk konden vervullen.

### Bouwfysica

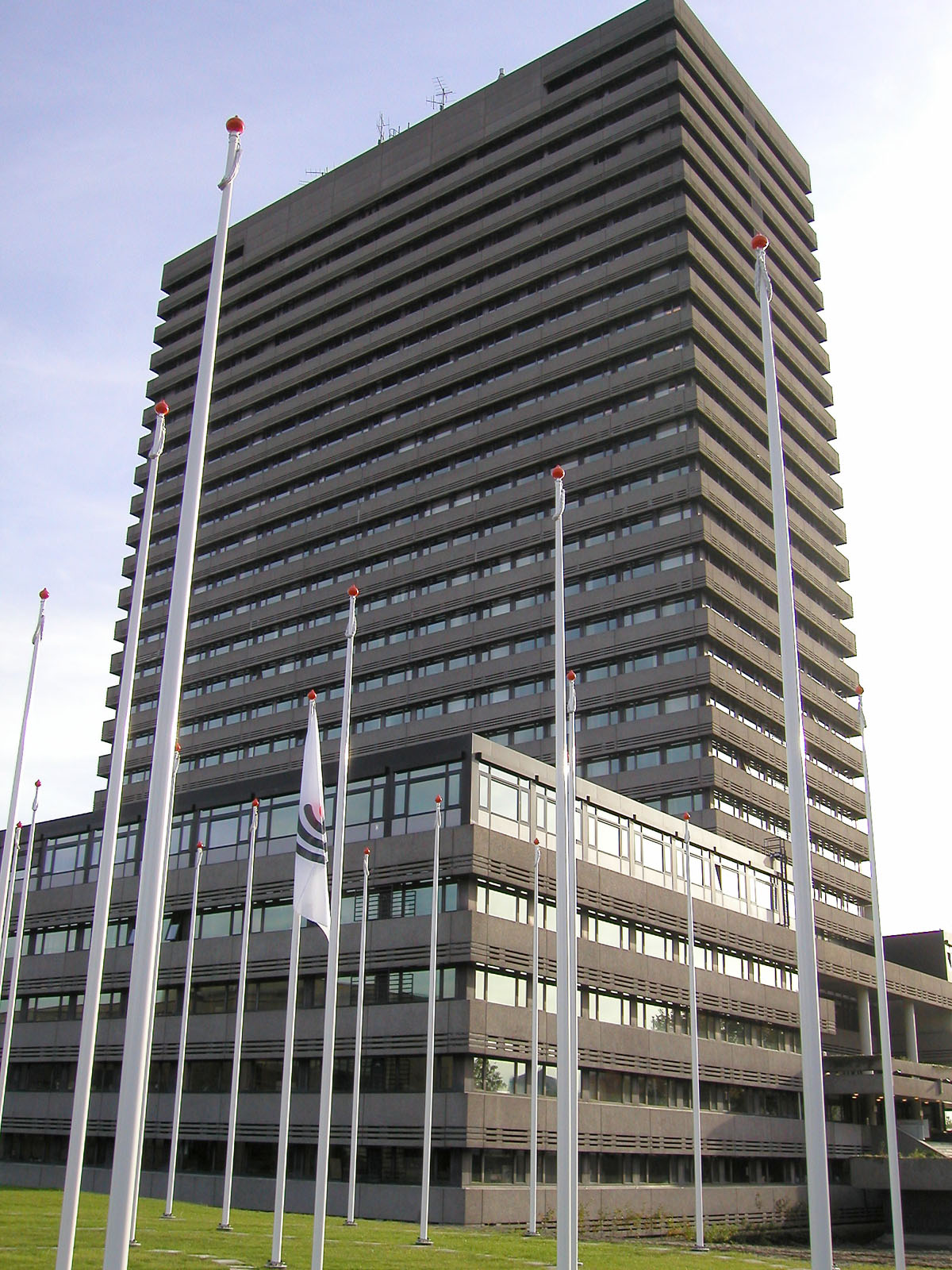
Europees Octrooibureau, Rijswijk

Gebruikmakende van de laatste technologische ontwikkelingen en kennis op het gebied van bouwfysica verwerkte Bleeker vaak ingenieuze oplossingen in zijn projecten. Zo kreeg het Patentbureau betonnen zonneschermen waardoor er geen airco in het gebouw nodig was: behalve als zonnewering fungeerden de lamellen ook als warmtebuffer. Het cirkelvormige gat in de luifel van dat gebouw had niet alleen een esthetische, maar ook een functionele reden daar het bij sterke wind de druk rondom het hoge gebouw verminderde.
Zijn akoestische kennis paste hij toe in het ontwerp van theaterzalen. Zo innoveerde hij middels de toepassing van klankkaatsende plafonds, waardoor het geluid ook achter in de zaal goed weergegeven werd.

## Oeuvre
Bleeker heeft diverse militaire bouwwerken zoals kazernes, ontspanningsgebouwen, een polikliniek en magazijnen en kantoren uitgevoerd voor het Nederlandse ministerie van Defensie. Ook heeft hij gebouwen voor TNO en SHAPE in Den Haag uitgevoerd. Over deze projecten is vanwege geheimhoudingsplicht weinig bekend.
Bleekers bekende oeuvre bestaat, behalve uit een raadhuis, drie schouwburgen, enkele industriële gebouwen en een woningbouwproject, vooral uit scholen en kantoorgebouwen.

### Culturele centra

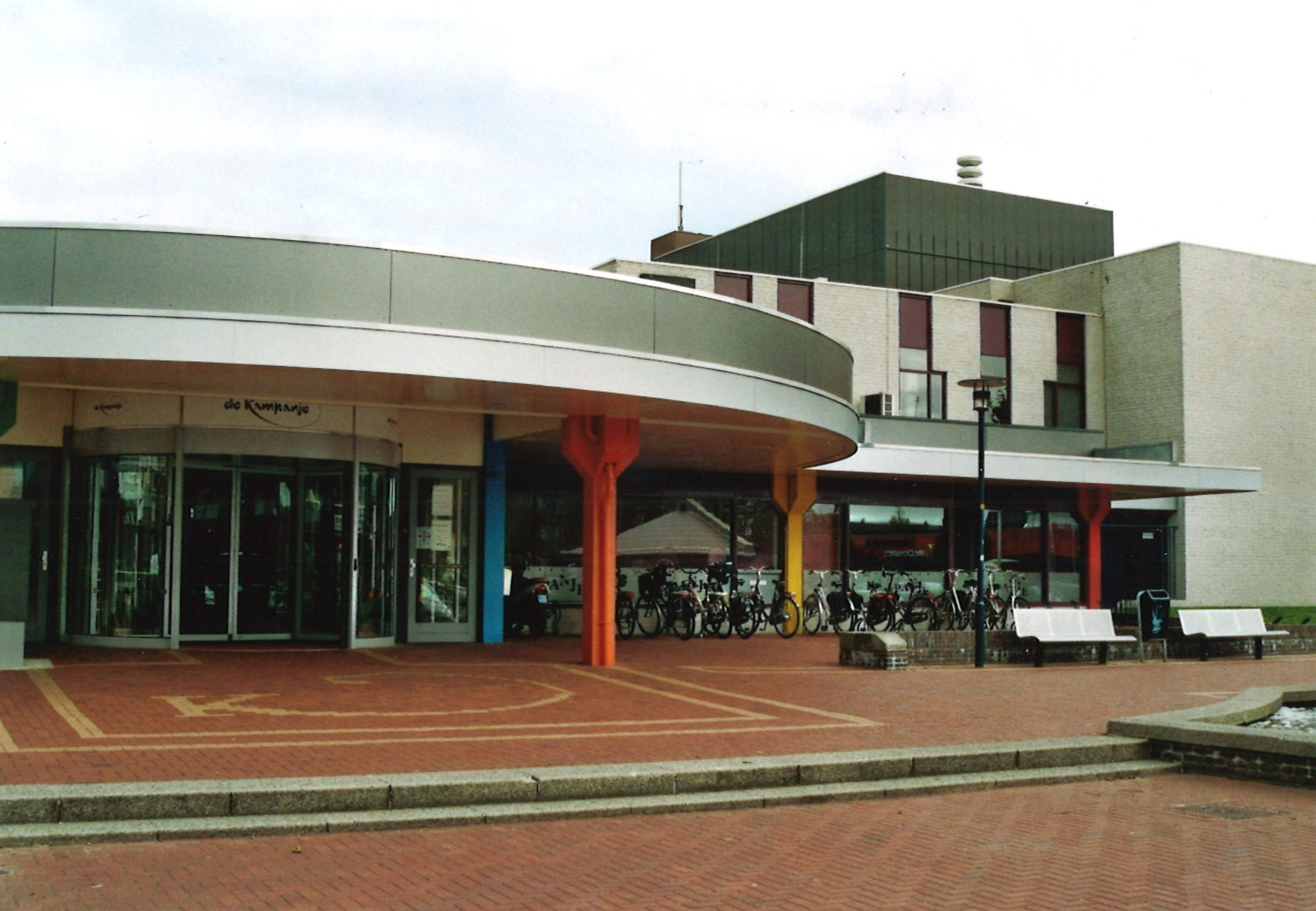
Schouwburg De Kampanje, Den Helder

- 1956: Schouwburg De Kampanje, Den Helder (gesloopt in 2015)
- 1961: Schouwburg Amphion, Doetinchem (gesloopt in 2011)[5]
- 1970: Cultureel Centrum Amstelveen. Het interieur was ontworpen in samenwerking met Kho Liang Ie. Het centrum is in 2013 uitgebreid en gemoderniseerd naar ontwerp van Benthem Crouwel Architekten.

### Industriële gebouwen
- 1964-?: Industriegebouw R.I.T. Volmerlaan 11, Rijswijk
- 1970: Computercentrum ABN, Amstelveen. Interieur van Kho Liang Ie & Associates en tuinontwerp van W.C.J. Boer.
- 1973: Computercentrum ABN, Breda

### Kantoren
- 1964-1968: Kan & CO, Verrijn Stuartlaan 42, Rijswijk[6]
- 1967: European Patent Office, Rijswijk (gesloopt in 2020)[7]
- 1968-1971: Nationaal Ziekenhuis Instituut (nu Gebouw Oudlaan), Utrecht

### Scholen en opleidingen
- ?: Rhedens Lyceum, Velp[8]

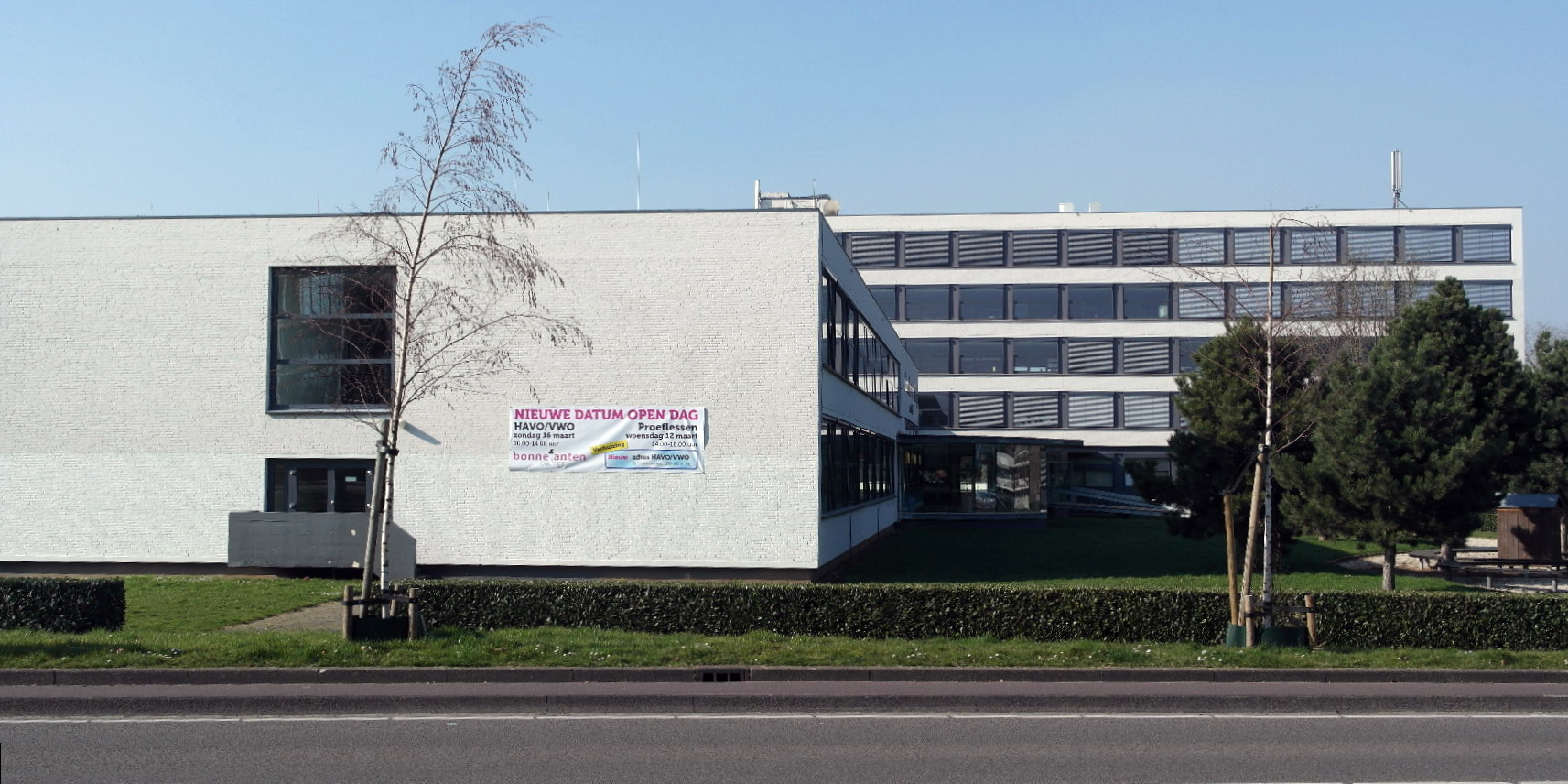
Stedelijk Lyceum Maastricht nu Bonnefanten College

- 1956: Nieuwe Middelbare Meisjesschool, Den Haag. De kolommen in de aula zijn voorzien van tegels ontworpen door M.C. Escher.
- 1960-1965: Haagse Sociale Academie, Den Haag. Het kunstwerk in de vijver is van Huug Hierck.
- 1960-1967: Rijnlands Lyceum, Oegstgeest. Deze school was de aanleiding voor de oprichting van de Commissie Multifunctionele Accommodaties, waar Bleeker deel van uitmaakte. Deze commissie van de ministeries van Onderwijs en Cultuur moest de mogelijkheden onderzoeken van het gebruik van schoolgebouwen in avonduren en weekeinden.
- 1960-1967: Dalton Lyceum, Voorburg (Zuid-Holland). M.C. Escher ontwierp de tegels voor de kolommen in de entreehal
- 1960-1969: Het Baarnsch Lyceum, Baarn (gesloopt in 2010).[9] De kolommen in de entreehal zijn voorzien van tegels ontworpen door M.C. Escher.
- 1961-1968: Nederlandsch Lyceum Den Haag (gesloopt in 2008). In de entreehal bevond zich een baksteen reliëf ontworpen door Theo van Amstel.
- 1962-1968: Stedelijk Lyceum Maastricht (nu Bonnefanten College), Maastricht
- 1961-1971: Lorentz Lyceum, Haarlem[10][11]
- 1962-1974: Snellius Lyceum, Amstelveen (gesloopt in 2015)[12]
- 1963-?: Alette Jacobs Lyceum, Hoogezand-Sappemeer
- 1964-1968: Pedagogische Academie (nu Bazalt Groep onderwijszorg), Kijkduin
- 1965-1977: Scholengemeenschap Zuid, Enschede
- 1970-1977: LTS De Brug, Zoetermeer
- 1970-?: Landbouwhuishoudschool De Dobbe, Zoetermeer[13]
- 1972?-1976: Ashram College, Alphen a/d Rijn (gesloopt in 2021[14])
- 1973-1977: Goois Lyceum, Bussum
- 1974: Uitbreiding Willem de Zwijger College, Bussum

### Overig

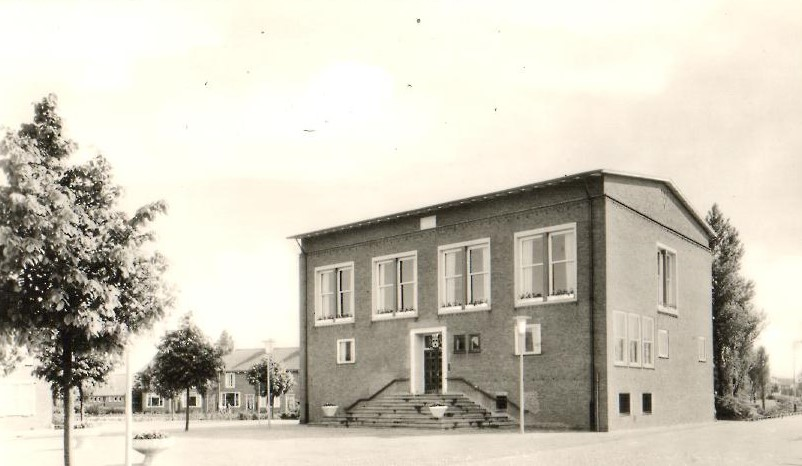
Voormalig raadhuis te Hendrik Ido Ambacht

- 1952: Raadhuis in Hendrik-Ido-Ambacht. De plattegrond is van J.A. Kuiper, de uitwerking van Bleeker, die naast de architectuur ook de meubels en stoffering ontwierp.
- 1970: Nederlands Hervormde Kerk, Soesterberg, ontworpen in samenwerking met Th. Stuivenberg.

## Publicaties
- "Orientatie", Bouwkunding Weekblad (1959)
- "Den Haags große Baumeister. Daniel Marot und J.J.P Oud", Der Rotarier (1975)
- "Renovatie of aanpassing toch niet zo logisch. Veranderingen in het onderwijs en het schoolgebouw", Onderwijs Magazine (1985)

## Nevenfuncties
Bleeker was als bestuurslid van het Informatiecentrum Scholenbouw (ICS), de Stichting Architecten Research Onderwijsgebouwen (STARO) en lid van de interdepartementale werkgroep Multifunctionele Accommodaties nauw betrokken bij het onderzoek naar vernieuwingen in de scholenbouw. Hij schreef ook artikelen over renovaties van scholen in het Onderwijs Magazine.
Bleeker was verder jarenlang redacteur van het Bouwkundig Weekblad en later van het tijdschrift Bouw waarin artikelen over zijn projecten werden gepubliceerd.
Hij gaf veel voordrachten, met name over scholenbouw en podiumtechnologie.

## Eervolle vermeldingen
- 1950: Zilveren erepenning in het kader van de Prix de Rome, voor zijn schetsontwerpen van een ontvangst- en congresgebouw voor de Nederlandse regering.[2]
- 1978: Officier in de Orde van Oranje-Nassau voor zijn bijdragen aan onderwijs en wetenschappen en volkshuisvesting en ruimtelijke ordening.[4]